# Operazione N.A. 1
Operazione N.A. 1 era il nome in codice di una missione intrapresa dalla Xª Flottiglia MAS della Regia Marina italiana nella notte tra l'11 e il 12 dicembre 1942 contro il porto di Algeri, nell'ambito dei più vasti eventi della battaglia del Mediterraneo della seconda guerra mondiale: avvicinati dal sommergibile Ambra del capitano di corvetta Mario Arillo, tre siluri a lenta corsa e dieci sabotatori subacquei ("Gamma") penetrarono con successo nella rada e applicarono cariche esplosive a diversi mercantili alleati qui ancorati; tutti gli operatori della Xª MAS furono catturati dalle truppe alleate di guardia alla base, ma due mercantili furono affondati e due danneggiati.

## Antefatti
Durante la seconda guerra mondiale, uno dei metodi più impiegati dalla Regia Marina per avvicinare i mezzi d'assalto della Xª MAS ai porti e basi navali nemiche fu il trasporto tramite appositi sommergibili, modificati in modo da poter ospitare sul ponte dei cilindri a tenuta stagna in cui venivano alloggiati i siluri a lenta corsa (SLC) poi impiegati negli attacchi. Molte delle prime azioni non ebbero esiti positivi: nel 1940 tre tentativi di attacco (due contro Alessandria d'Egitto il 22 agosto e il 30 settembre, una contro Gibilterra il 30 ottobre) fallirono con gravi perdite, ma il 20 settembre 1941 gli SLC trasportati dal sommergibile Scirè portarono a termine la loro prima azione vittoriosa, riuscendo a penetrare all'interno della rada di Gibilterra e ad affondare due petroliere e un mercantile; l'apice dei successi fu raggiunto con l'impresa di Alessandria del 19 dicembre 1941: tre SLC avvicinati dal sommergibile Scirè penetrarono nel porto di Alessandria e inflissero danni gravissimi alle navi da battaglia HMS Valiant e HMS Queen Elizabeth e ad una petroliera, che si adagiarono sul basso fondale. Un nuovo attacco contro Alessandria il 14 maggio da parte di tre SLC trasportati dal sommergibile Ambra, appena adattato come mezzo "avvicinatore", non ottenne invece alcun successo.
Con gli sbarchi dell'operazione Torch del 10 novembre 1942, preponderanti forze anglo-statunitensi si impossessarono delle colonie nordafricane della Francia (Marocco e Algeria), mettendo sotto forte pressione le forze dell'Asse schierate in Libia; le nuove basi navali alleate insediate sulle coste algerie divennero un obiettivo prioritario per le forze aeree e navali degli italo-tedeschi, onde tentare di ostacolare il rafforzamento delle truppe anglo-statunitensi impegnate sul fronte della Tunisia, e la Regia Marina decise quindi di condurre un'incursione contro il notevole naviglio mercantile ora ammassato nel porto di Algeri.

## L'operazione
Il 4 dicembre 1942 il sommergibile Ambra, al comando del capitano di corvetta Mario Arillo, lasciò la base di La Spezia dopo aver imbarcato tre SLC con i loro sei operatori e 10 "uomini Gamma" (subacquei incursori) della Xª MAS; per la prima volta l'attacco sarebbe stato condotto impiegando contemporaneamente SLC e "Gamma": il sommergibile avrebbe rilasciato gli incursori stando posato sul fondo del porto di Algeri, mentre due uomini della Xª MAS sarebbero rimasti in superficie a bordo di un canottino, sulla sua verticale, fungendo da vedette. Dopo una navigazione tranquilla l'Ambra raggiunse Algeri l'8 dicembre, ma le pessime condizioni meteorologiche impedirono l'avvicinamento finale alla rada fino all'11 dicembre successivo.
Verso le 17:00 dell'11 dicembre, l'Ambra riuscì infine a penetrare all'interno del porto navigando a quota profonda (nonostante l'ecoscandaglio guasto) per eludere la forte vigilanza; il tenente di vascello Augusto Jacobacci salì in superficie e, munito di telefono, guidò i movimenti del sommergibile che procedeva a lento moto strisciando sul basso fondale. A causa della pessima visibilità l'operazione di avvicinamento non si concluse prima delle 21:15, in forte ritardo sulla tabella di marcia: l'Ambra riuscì comunque a posizionarsi sul fondale al centro della rada e intorno alle 22:20 i primi "Gamma" lasciarono il battello, seguiti dai tre SLC a partire dalle 23:00. L'azione degli incursori non fu molto coordinata: due dei tre SLC ebbero delle avarie a mezzi e autorespiratori e non poterono portare a termine alcun attacco unitamente a cinque dei "Gamma"; uno dei sommozzatori che aveva rinunciato ad attaccare fu fatto prigioniero dalle forze di sicurezza che diedero subito l'allarme: tutti e 16 gli operatori della Xª MAS furono ben presto catturati dalle forze alleate mentre tentavano di ritornare verso l'Ambra.
Nonostante il porto fosse ormai in allarme, Arillo si trattenne con il suo sommergibile fino allo scadere dell'orario concordato per il rientro degli operatori, le 03:00 del 12 dicembre; non senza difficoltà il battello riuscì a uscire dalla rada strisciando contro il basso fondale, riemergendo poi una volta a distanza di sicurezza alle 19:45 del 12 dicembre, dopo 36 ore passate immerso sott'acqua. Il sommergibile rientrò poi senza problemi a La Spezia il 15 dicembre successivo. Benché il grosso numero di incursori impiegati facesse sperare in un risultato più pesante, l'azione portò a un discreto successo per le forze italiane: le cariche applicate dai "Gamma" e dall'unico SLC che riuscì ad attaccare provocarono l'affondamento del piroscafo britannico Ocean Vanquisher (da 7 174 tonnellate di stazza lorda) e del norvegese Berto (da 1 493 tonnellate), oltre al grave danneggiamento dei piroscafi britannici Empire Centaur (da 7 014 tonnellate) e Harmattan (da 6 587 tonnellate). Per la buona conduzione dell'attacco il comandante Arillo fu insignito della medaglia d'oro al valor militare, mentre altre 14 medaglie d'argento al valor militare e una croce di guerra al valor militare furono distribuite tra gli operatori impegnati nell'azione.